# Maria Letizia Celli
Maria Letizia Celli, oppure Maria Laetitia (Roma, maggio 1892 – Bologna, 16 novembre 1969), è stata un'attrice italiana.

## Biografia
Figlia di un avvocato di grande notorietà, la Celli si laureò in giurisprudenza, e affrontò il teatro come un'esperienza intellettuale, pur essendo dotata di un'inequivocabile vocazione e di un vivace temperamento.
Le sue preferenze si rivolsero sempre verso i personaggi tragici.
Nel 1919 recitò sulla riviera versiliana  in un'edizione all'aperto della Giuditta di Friedrich Hebbel, allestita dal regista Enrico Pea. Nel 1920 fu la prima interprete di Come prima, meglio di prima di Luigi Pirandello. Nel 1927 Ettore Romagnoli la scelse come protagonista di Medea, nel teatro greco di Siracusa.
Negli anni successivi la Celli si dedicò con successo anche al cinema, e tra le sue interpretazioni si possono menzionare: La fortuna di Zanze (1933), L'ultimo dei Bergerac (1934), Daniele Cortis (1947). Nella stagione 1955/1956 recitò nella commedia teatrale Una donna senza importanza di Oscar Wilde, nel ruolo di Mrs Arbuthnot. Nei primi anni trenta si impegnò anche nel doppiaggio: sua la voce di Marie Dressler nell'edizione italiana di Pranzo alle otto (1933).
Morì a Bologna nel 1969 e venne sepolta a Frascati.